# Etika
Desmond Daniel Amofah (Brooklyn, Nueva York, 12 de mayo de 1990-Manhattan, Nueva York, 22 de junio de 2019), más conocido como Etika, fue un youtuber y streamer estadounidense de origen ghanés.
Tras varios meses de problemas sobre su salud mental y señales suicidas, Etika desapareció en la noche del 19 de junio de 2019. El 25 de junio, el Departamento de Policía de Nueva York anunció que su cuerpo había sido encontrado el día anterior en un río de Manhattan; Etika había fallecido después de saltar de un puente y ahogarse en el río. Su novia días después confirmó que había fallecido el 22 de junio.

## Primeros años
Etika nació en Brooklyn, Nueva York. Su padre era Owuraku Amofah, un político proveniente de Ghana. Un pariente de su padre (llamado por él "tío") es Nana Akufo-Addo, el presidente de Ghana desde enero de 2017, prominente miembro de la familia ghanesa Ofori-Atta.

## Carrera
Previo al uso de Etika como marca comercial representativa de su canal, Amofah era muy activo en áreas como el modelaje y el rapeo. Amofah empezó utilizar YouTube para retransmitir sus partidas de gaming y de reacción a estas en 2012. Previo a la clausura de su canal principal en YouTube en 2018, poseía alrededor de 800 000 suscriptores entre sus canales de YouTube y Twitch. A pesar de todo, meses después creó un segundo canal de YouTube que llegó a tener más de 130 000 suscriptores. El contenido de su canal era centrado en Nintendo, a menudo streameando sus reacciones a los Nintendo Direct, y nombraba a sus fanes "Joy-Con Boyz", nombre basado en los controles de la Nintendo Switch, los Joy-Con En noviembre de 2016, Etika aseguró tener una Nintendo Switch antes de su lanzamiento en 2017, pero el modelo que mostró en realidad había sido hecho con impresión 3D por el yutubero  Sandqvist en petición de Etika.
En junio de 2017, Etika reveló ser víctima de múltiples donaciones falsas o chargebacks de grandes cantidades de dinero que fueron enviadas a su cuenta de PayPal vía donaciones de corriente, lo cual afectaría a Etika con centenares de dólares en gastos de tramitación.
En octubre de 2018, Etika subió pornografía a su canal de YouTube, lo cual violó sus políticas y provocó que su canal fuera eliminado. También fue baneado de Twitch ese mismo año por un insulto homofóbico que hizo durante un stream. Después de que su canal fuera eliminado, Etika escribió mensajes crípticos en redes sociales, incluyendo cosas como "era hora de morir", por lo que muchos seguidores pensaron que eran pensamientos suicidas de Etika, y creó un pequeño pánico en su comunidad. Etika habló en sus redes sociales ese anochecer para confirmar que estaba bien. Más tarde se disculpó en Reddit.
El 16 de abril de 2019, Etika publicó un tuit donde decía que se suicidaría con una pistola que compraría de una tienda de armas en Long Island, lo cual conllevó a su arresto y posterior hospitalización. Alice Pika, quién había salido con Etika desde 2011 a 2017, dijo que estaría bien, y que había estado "observándolo todo el día". Días más tarde, él posteó una foto suya sosteniendo una pistola qué Pika luego relato que era falsa. El 29 de abril, después de que publicara varios tuits crípticos, antisemitas y homofóbicos, bloqueó a sus amigos cercanos en Twitter. Más tarde ese día, hizo un stream con 19 000 espectadores en Instagram, donde la policía lo iba a detener en su casa, resistiéndose. Fue detenido otra vez esa misma semana por pelear con un agente policial. Etika contactó al canal de YouTube DramaAlert para conceder una entrevista, en la que Etika autoclamaba ser el "anticristo".

## Desaparición y muerte
El 19 de junio de 2019, Etika subió su último vídeo, llamado "I'm sorry", a su canal secundario de YouTube. En el vídeo, Etika va andando por Nueva York mientras alude a sus pensamientos suicidas. En el vídeo, dijo: 

"Espero que mi historia quizás ayude a hacer de YouTube un  mejor sitio en el futuro, donde las personas sepan las fronteras, los límites y cuán lejos pueden llegar las cosas."

 El vídeo fue eliminado de YouTube debido a que violaba las normas de la comunidad, aunque fue resubido posteriormente por otros usuarios.
Horas después de publicar aquel vídeo, desapareció, por lo que el NYPD empezó a buscarlo al día siguiente. El 22 de junio sus pertenencias fueron encontradas en el puente de Manhattan, que incluían: una mochila, una cartera, un móvil y una Nintendo Switch. En el anochecer del 24 de junio se encontró un cuerpo cerca de un muelle, a casi un kilómetro del río Este, lugar donde fueron encontradas las pertenencias de Etika. Al día siguiente, el NYPD confirmó que el cuerpo era el de Etika.
Cuando Etika desapareció, amigos y seguidores suyos intentaron contactar con él para ofrecerle su ayuda y mostrar su agradecimiento por su trabajo durante los últimos años. En Change.org se crearon varias peticiones, entre ellas una que pide que su canal original sea restaurado y otra que pide el cuerpo de Etika sea enterrado en frente de la sede de Youtube en Los Ángeles, así como él lo pidió en un stream.